# دروازه‌های منطقی کوانتومی
دروازهٔ منطق کوانتومی (گیت منطقی کوانتومی) (به انگلیسی: Quantum logic gate) یا به زبان ساده‌تر دروازهٔ کوانتومی (گیت کوانتومی) به یک مدار پایهٔ کوانتومی گفته می‌شود که روی چند کیوبیت عمل می‌کند. این دروازه‌های کوانتومی در رایانش کوانتومی و به‌ویژه در مدل‌سازی مدارهای کوانتومی به کار می‌رود. این دروازه‌ها واحدهای سازنده‌ی مدارهای کوانتومی هستند؛ درست همانند دروازه‌های منطقی کلاسیک که در مدارهای دیجیتال امروزی به کار می‌رود. 
دروازه‌های منطق کوانتومی بر خلاف بیش‌تر دروازه‌های منطقی کلاسیک همگی بازگشت‌پذیر هستند؛ هرچند می‌توان مدارهای منطقی کلاسیکی طراحی کرد که بازگشت‌پذیر باشد.

## نحوه‌ی نمایش
دروازه‌های منطق کوانتومی با ماتریس‌های یکانی نمایش داده می‌شود. تعداد کیوبیت‌های ورودی و خروجی یک دروازهٔ  کوانتومی باید برابر باشد. به عبارت دیگر، دروازه‌ای که روی {\displaystyle n} کیوبیت عمل می‌کند، با یک ماتریس یکانی {\displaystyle 2^{n}\times 2^{n}} نمایش داده می‌شود. دروازه‌های کوانتومی روی حالت‌های کوانتومی عمل می‌کند که هر حالت کوانتومی را می‌توان به‌صورت برداری با {\displaystyle 2^{n}} درایهٔ مختلط نمایش داد. هر حالت کوانتومی، در حقیقت بر هم نهی خطی از احتمال رخداد مقادیری است که در صورت اندازه‌گیری بروز می‌کند. به این ترتیب، نمایش برداری یک کیوبیت که بیان حالت آن خواهد بود، به صورت زیر است:
{\displaystyle |a\rangle =v_{0}|0\rangle +v_{1}|1\rangle \rightarrow {\begin{bmatrix}v_{0}\\v_{1}\end{bmatrix}}}
و نیز نمایش برداری دو کیوبیت به صورت زیر خواهد بود:
{\displaystyle |ab\rangle =|a\rangle \otimes |b\rangle =v_{00}|00\rangle +v_{01}|01\rangle +v_{10}|10\rangle +v_{11}|11\rangle \rightarrow {\begin{bmatrix}v_{00}\\v_{01}\\v_{10}\\v_{11}\end{bmatrix}}}
بدین ترتیب، برای نمایش عمل دروازهٔ یکانی{\displaystyle U} رویِ حالت {\displaystyle |ab\rangle } از نماد زیر استفاده می‌کنیم که یک ضرب ماتریسی خواهد بود:
{\displaystyle U|ab\rangle }

## دروازه‌های درخور توجه

### دروازه‌ی آدامار

نمایش مداری دروازه‌ی آدامار

دروازهٔ‌ آدامار که به نام ریاضی‌دان فرانسوی ژاک آدامار نام گذاری شده است و گاهی در زبان فارسی به اشتباه هادامارد نیز خوانده می‌شود، روی یک تک کیوبیت عمل می‌کند. این دروازه حالت پایهٔ {\displaystyle |0\rangle } را به حالت {\displaystyle {\frac {|0\rangle +|1\rangle }{\sqrt {2}}}} و حالت پایهٔ {\displaystyle |1\rangle } را به حالت {\displaystyle {\frac {|0\rangle -|1\rangle }{\sqrt {2}}}} تبدیل می‌کند و در نتیجه پس از اِعمال این دروازه  روی یک حالتِ پایه حالتی از یک برهم‌نهی کوانتومی به وجود می‌آید که در صورت اندازه‌گیری با احتمالی برابر می‌تواند {\displaystyle |0\rangle } و یا {\displaystyle |1\rangle } شود. به بیانی دیگر، دروازهٔ‌ آدامار تبدیل فوریه کوانتومی برای یک کیوبیت است.
در نمایش کره‌ی بلاخ، این دروازه به صورت یک دوران به اندازه‌ی {\displaystyle \pi } پیرامون محور {\displaystyle ({\hat {x}}+{\hat {z}})/{\sqrt {2}}} است. به طور معادل، می‌توان آن را ترکیب دو دوَرانِ اولی به اندازهٔ {\displaystyle \pi }، پیرامون محور {\displaystyle {\hat {z}}} و دومی به اندازه‌ی {\displaystyle \pi /2}، پیرامون محور {\displaystyle {\hat {y}}} دانست. این دروازه با ماتریس آدامار زیر نیز نمایش داده می‌شود:
{\displaystyle H={\frac {1}{\sqrt {2}}}{\begin{bmatrix}1&1\\1&-1\end{bmatrix}}}
از آنجایی که {\displaystyle HH^{*}=I} است که در آن {\displaystyle I} ماتریس همانی است. {\displaystyle H} نیز هم‌چون همهٔ دروازه‌های منطق کوانتومی یک ماتریس یکانی است.